# 汕头卫星通信地球站

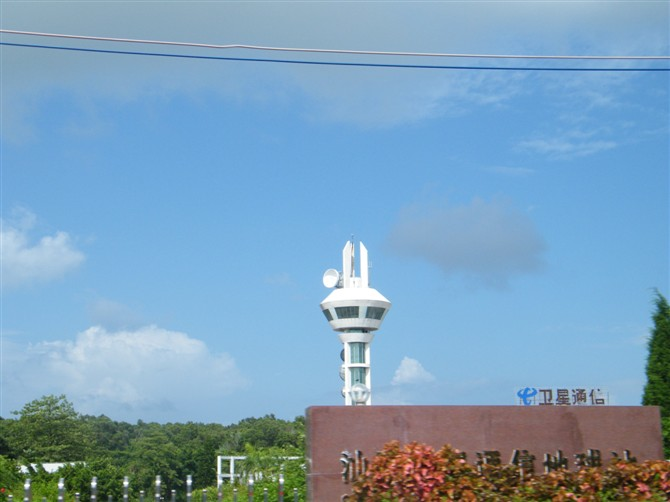
汕头卫星通信地球站

汕头卫星通信地球站是位於中國广东省汕头市濠江区东湖的国内卫星通信地球站，建於1995年，為廣東省內第二个卫星通信地球站。此站已聯通粵東與其東北、西北、西南地區的一级卫星通信电路。